# Desierto de Badain Jaran

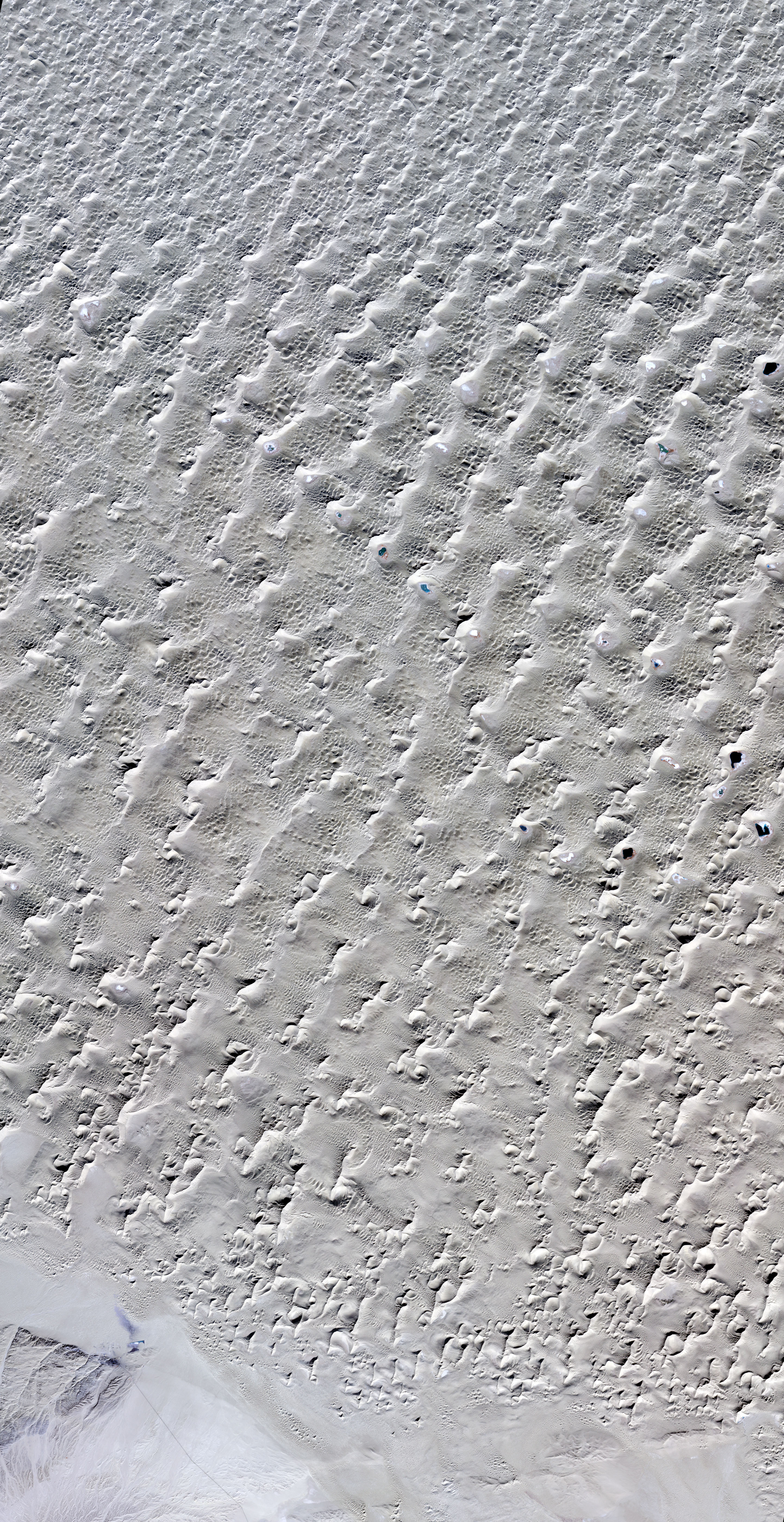
Imagen del Desierto Badain Jaran hecha combinando el espectro visible con el infrarrojo próximo.

El desierto de Badain Jaran (en chino, 巴丹吉林沙漠; pinyin, Bādānjílín Shāmò)   es un desierto en China, que se sitúa en las provincias de Gansu, Ningxia y Mongolia Interior. El desierto cubre una área de 49.000 km² y se encuentra a una altura entre los 1.200 y 1.500 m s. n. m. 
Este desierto tiene las mayores dunas estacionarias de la Tierra. Algunas de sus dunas alcanzan los 500 m de altura. 
El desierto es extremadamente seco, llueve apenas 40 mm al año, a pesar de eso tiene aproximadamente 144 lagos permanentes con una superficie total de unos 4.000 km², algunos con agua dulce y otros con aguas extremadamente saladas. Estas aguas provienen, según investigaciones hidrogeológicas recientes, de montañas situadas a unos 350 km de distancia. Estos lagos dan el nombre al desierto, que en idioma mongol significa: desierto de los «Lagos Misteriosos».  También es cruzado por un río, el Ruo Shui («agua débil»), que ha formado una gran llanura aluvial en el desierto.
En investigaciones recientes (1993), arqueólogos chinos y alemanes han encontrado trazas de animales como avestruces y restos de dinosaurios. En las orillas de algunos lagos han encontrado también trazas de actividad humana que se remonta a 3.000 - 5.000 años atrás.

## Fuente
- Badain Jaran Desert Archivado el 28 de julio de 2011 en Wayback Machine.